# Georgi Lozanov
Georgi Lozanov (22. červenec 1926 Sofie – 6. květen 2012 Sliven) byl bulharský psycholog. Vytvořil metodu učení zvanou sugestopedie, která se využívá především při výuce cizích jazyků.
Vystudoval medicínu na Univerzitě v Sofii, specializoval se na psychiatrii a neurologii; později vystudoval ještě pedagogiku a psychologii. Dizertační práci vypracoval na Bulharské akademii věd a získal specializaci v oboru fyziologie mozku. Roku 1971 získal titul CSc; poté pracoval v psychiatrických léčebnách v Bjale a v Kurilu, kde se stal i ředitelem. Později pracoval v Městské psychoneurologické ambulanci v Sofii a v Institutu postgraduálního vzdělávání, kde vyučoval lékaře psychoterapii.
Jeho metoda sugestopedie, v níž velkou roli krom jiného hraje hudba, dostala státní podporu, takže vedl Státní výzkumný institut sugestologie, který měl 100 zaměstnanců. Vedl též Výzkumné centrum sugestologie a osobního růstu na Univerzitě v Sofii, později Výzkumný institut učení v Rakousku. Zřídil a vedl Oddělení sugestopedie pro děti na Pedagogické akademii ve Vídni.
Jeho blízkou spolupracovnicí byla lingvistka a hudebnice Evelina Gateva.